# زهرة (المنيا)
قرية زهرة هي إحدي القرى التابعة لمركز المنيا بمحافظة المنيا في جمهورية مصر العربية. حسب إحصاءات سنة 2006، بلغ إجمالي السكان في زهرة 10497 نسمة، منهم 5564 رجل و4933 امرأة.